# 슬라브 서사시

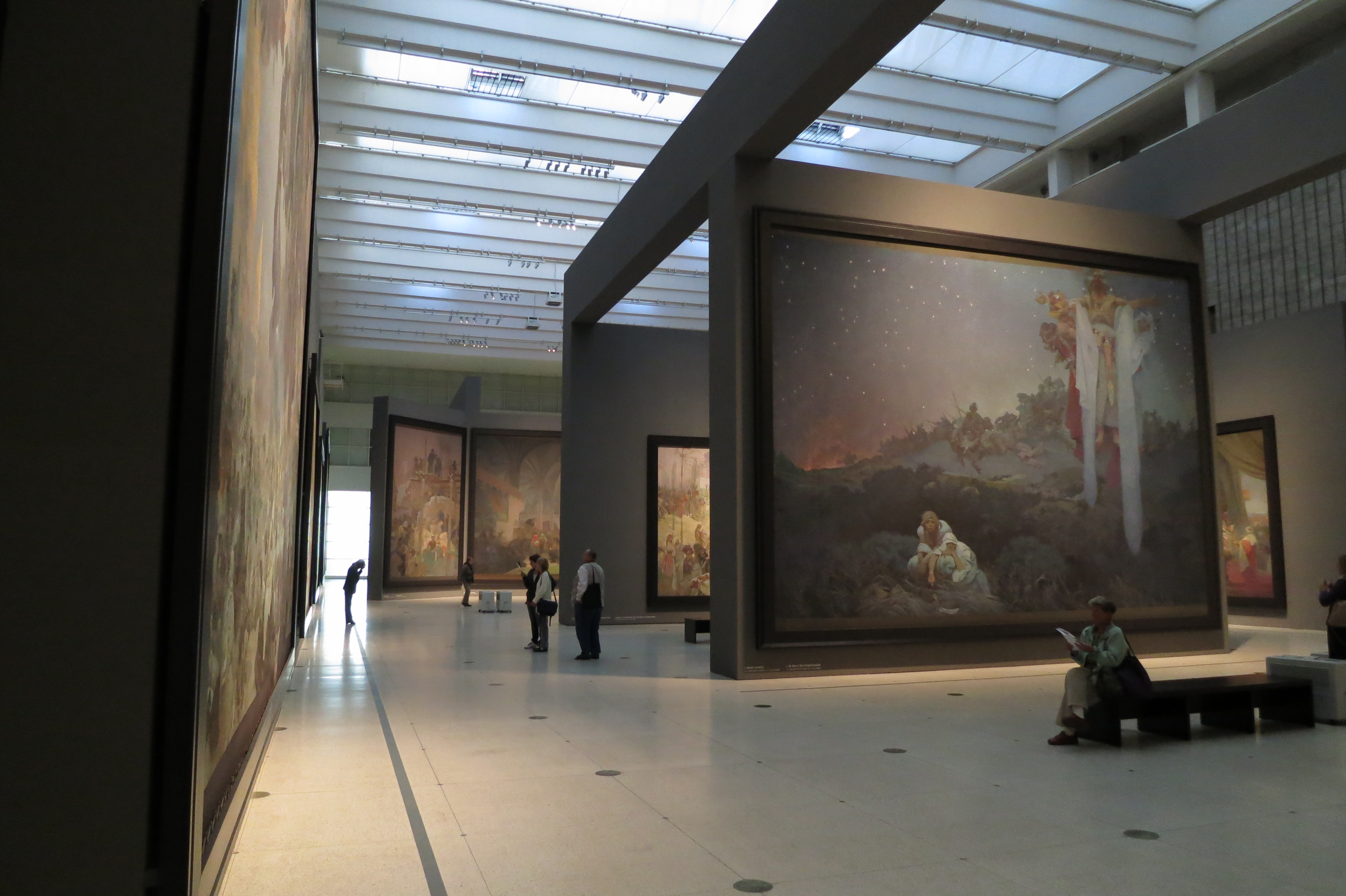
프라하 국립미술관에 있는 알폰스 무하의 슬라브 서사시

슬라브 서사시(체코어: Slovanská epopej)는 체코의 화가 알폰스 무하가 1910년과 1928년 사이에 그린 20개의 대형 캔버스로 구성된 연작이다. 이 연작은 체코인과 다른 슬라브족의 신화와 역사를 묘사하고 있다. 1928년 작품을 완성한 후, 알폰스 무하는 이 연작을 프라하에 선물했는데, 그 조건은 도시가 이 연작을 위해 특별한 전시관을 짓는 것이었다.
2012년 이전에 이 작품은 체코 남모라바주 모라브스키크룸로프에 있는 상설 전시의 일부였다. 2012년에 20개 작품 전부가 옮겨져 2016년까지 프라하 국립미술관에서 전시되었다. 이 작품들은 현재 모라브스키크룸로프에 다시 전시되어 있다.